# Vasílis Sourlís
Vasílis Sourlís (en grec moderne : Βασίλης Σουρλής), né le 16 novembre 2002, est un footballeur grec qui évolue au poste de milieu offensif au Fortuna Sittard, prêté par le l'Olympiakos.

## Biographie
Vasílis Sourlís est le fils de Georgios Sourlis, ancien joueur professionnel et notamment capitaine de l'Aigáleo FC.

### Carrière en club
Ayant rejoins le centre de formation de l'Olympiakos dès l'âge de 9 ans, il y signe son premier contrat professionnel en avril 2019, intégrant l'équipe professionnelle lors de la préparation estivale qui suit.
Alors qu'il a fait la majeure partie de sa saison avec les moins de 19 ans olympiques, Il fait ses débuts avec l'Olympiakos le 15 juillet 2020, lors d'une victoire 1-3 contre l'OFI en Crète, lors de le phase finale du championnat grec.
Sous la houlette de Pedro Martins, il intègre ensuite régulièrement l'effectif professionnel, prolongeant notamment son contrat jusqu'en 2024 en octobre 2020,. Il glane de nouvelles apparition avec les pros en fin d'hiver, jouant des matchs en coupe et en championnat, alors que son équipe se dirige vers un nouveau titre national,.

### Carrière en sélection
Vasílis Sourlís est international grec en équipe de jeune, ayant notamment fait partie des cadres avec les moins de 17 ans jusqu'en 2019.

## Style de jeu
Jouant préférentiellement derrière l'attaque dans un poste de milieu offensif, il est également capable de jouer comme ailier.

## Palmarès
Olympiakos
- Championnat de Grèce (3) :
  - Champion en 2020, 2021 et 2022.